# Турнір пам'яті Валерія Лобановського 2017
Турнір пам'яті Валерія Лобановського 2017 — чотирнадцятий офіційний турнір пам'яті Валерія Лобановського, що проходив у Києві з 6 по 8 червня 2017 року. У турнірі брали участь чотири молодіжні збірні віком до 21 року.

## Учасники
У турнірі брали участь чотири збірні:
- Україна (U-21) (господарі)
- Чорногорія (U-21)
- Фінляндія (U-21)
- Словенія (U-21)

## Стадіони
| Київ                          | Бориспіль        |
| ----------------------------- | ---------------- |
| «Динамо» ім. В. Лобановського | «Колос»          |
| Місткість: 16 873             | Місткість: 5 654 |
|                               |                  |

## Регламент
Кожна з команд стартує з півфіналу, переможці яких виходили до фіналу, а збірні, що програли, грають матч за 3-тє місце.

## Матчі

### Півфінали
| 6 червня 2017 15:00 |

| Фінляндія (U-21)         | 1 — 0    | Словенія (U-21) |
| ------------------------ | -------- | --------------- |
| Бенджамін Кялльман 90+3' | Протокол |                 |

| «Колос», Бориспіль Арбітр: Микола Балакін (Україна) |

Фінляндія: Уусітало — Мяєнпя, Єнсен , Пірттійокі (Хальме, 35), Ала-Мюллюмякі (Малоло, 57  61'), Кялльман, Далльстрьом, Місканен, Кайрінен (Ярвінен, 83), Кунінгас (Карялайнен, 68), Хостікка (Ахде, 68)

Словенія: Водішек — Брецль (Кухар, 78), Гліха, Пішек  90+2', Жужек, Пальк, Крамарич  19' (Вокич, 68), Врбанець (к) (Нагоде, 57), Крамер (Ожболт, 46), Хумар (Ковачич, 78), Баджим
| 6 червня 2017 18:00 |

| Україна (U-21)                            | 2 — 1    | Чорногорія (U-21) |
| ----------------------------------------- | -------- | ----------------- |
| Олексій Гуцуляк 9' Олександр Зінченко 18' | Протокол | Борис Цмилянич 6' |

| «Динамо» ім. В. Лобановського, Київ Арбітр: Євген Арановський (Україна) |

Україна: Каневцев — Лук'янчук, Осман, Брюхов, Кирюханцев, Швед (Збунь, 46), Вачіберадзе (Чеберко, 65), Вакулко, Зінченко  90+3', Лучкевич (Щебетун, 81), Гуцуляк (Кочергін, 46)

Чорногорія: М. Шаркич — Рашо (Филипович, 65, Дринчич, 81 ), А. Вукчевич, Аземович, Джуричкович (Лончар, 65), Цмилянич (Вукчевич, 74), О. Шаркич (Вукотич, 65), Гривич, Петрович (Камай, 46 ), Перович (Крштович, 46), Которац .

### Матч за 3-тє місце
| 8 червня 2017 15:00 |

| Словенія (U-21)                  | 2 — 3    | Чорногорія (U-21)                          |
| -------------------------------- | -------- | ------------------------------------------ |
| Ален Ожболт 74' Тілен Нагоде 86' | Протокол | Нікола Крстович 11', 44' Олівер Шаркич 70' |

| «Колос», Бориспіль Арбітр: Микола Кривоносов (Україна) |

Словенія: Янжекович — Брецль (Кухар, 78), Глиха, Пишек  54', Жужек (Нагоде, 46), Крамарич  17' (Вокич, 68), Врбанець (к) (Пажик, 46), Хумар, (Кухар, 71), Баджим 70', Примич, Ожболт  72'

Чорногорія: М. Шаркич — Рашо (З. Петрович, 67), А. Вукчевич  72', Аземович, Дринчич, (А.Петрович, 67), Крстович (Которац, 75), Джуричкович, О. Шаркич, (Лончар, 90+2), Камай, (Перович, 90+2), Гривич, С. Вукчевич, (Вукотич,67)

### Фінал
| 8 червня 2017 18:00 |

| Україна (U-21) | 0 — 0    | Фінляндія (U-21) |
| -------------- | -------- | ---------------- |
|                | Протокол |                  |

| «Динамо» ім. В. Лобановського, Київ Арбітр: Анатолій Абдула (Україна) |

|                                        |     | Пенальті                                          |  |
| Зубков · Вакулко · Лук'янчук · Чеберко | 3:5 | Кунігнас · Єнсен · Каллман · Дальстрем · Кайрінен |  |

Україна: Безрук — Лук'янчук , Литвин, Осман, Швед (Збунь, 46), Чеберко, Вачіберадзе (Кочергін, 62), Вакулко  64', Тимчик, Щебетун (Зубков, 57), Лучкевич (Кирюханцев, 72  80')

Фінляндія: Яаскелайнен — Нурмела, Ярвенпя (к), Кар'ялайнен (Нісканен, 59), Ала-Мюллюмякі  44' (Кайрінен, 46  56'), Ахде (Кялльман, 46), Вахтера (Кунінгас, 83), Піккарайнен (Йєнсен, 16), Халме, Малоло (Мяєнпя, 69), Ярвінен (Дальстрьом, 46)

## Нагороди[1]
| Володар Кубка Лобановського |
| --------------------------- |
| Фінляндія (U-21) 1-й титул  |

- Найкращий воротар: Вільям Яаскеляйнен (збірна Фінляндії)
- Найкращий захисник: Жан Жужек (збірна Словенії)
- Найкращий півзахисник: Бека Вачіберадзе (збірна України)
- Найкращий нападник: Нікола Крстович (збірна Чорногорії)

## Склади команд

### Україна[2]
Воротарі: Данило Каневцев, Дмитро Безрук (обидва — «Чорноморець»)

Захисники: Іван Зотько ( «Валенсія»), Дмитро Литвин ( «Фафе»), Павло Лук'янчук, Олександр Осман, Олександр Тимчик (усі — «Динамо» (Київ)), Іван Лобай («Карпати» (Львів)), Ігор Кирюханцев («Шахтар»)

Півзахисники: Бека Вачіберадзе ( «Реал Бетіс»), Олександр Зінченко ( ПСВ), Ілля Брюхов ( «Кальярі»), Валерій Лучкевич ( «Стандард»), Мар'ян Швед ( «Севілья»), Юрій Вакулко, Владислав Кочергін, Євген Чеберко (усі — «Дніпро»), Максим Третьяков («Чорноморець»), Олександр Зубков («Шахтар»)

Нападники: Олексій Гуцуляк («Карпати» (Львів)), Олексій Збунь («Зірка»), Олексій Щебетун («Динамо» (Київ))

Головний тренер: Олександр Головко

### Чорногорія[3]
Воротарі: Матія Шаркич ( «Астон Вілла»), Марко Новович («Зета»)

Захисники: Момчило Рашо ( «Работнічкі»), Андрія Вукчевич ( «Сан-Фернандо»,), Емір Аземович ( «Бенфіка»), Милош Дринчич («Іскра»), Янік Филипович ( «Вердер»), Драган Гривич («Зета»), Армін П'єтрович ( «Мюнхен 1860»), Джордже Вукчевич («Зета»).

Півзахисники: Міомер Джурикович ( «Шоле»), Олівер Шаркич ( «Фафе»), Ілія Вукотич, Стефан Вукчевич (обидва — «Зета»), Деян Которац («Іскра»), Стефан Лончар («Сутьєска»).

Нападники: Филипп Кукуличич («Зета»), Борис Цмилянич ( «Леванте»), Дрітон Цамай («Будучност»), Зоран Петрович («Младост»), Михайло Перович ( «Уйпешт»).

Головний тренер: Зоран Филипович

### Фінляндія[4][5]
Воротарі: Вільям Яаскеляйнен ( «Болтон»), Маркус Уусітало (ГІК)

Захисники: Аапо Хальме (ГІК), Лассі Ярвенпяа (РоПС), Річард Єнсен ( «Твенте»), Аапо Мяєнпяа (Марієгамн), Юхані Піккарайнен  («Ред Булл»), Юхо Пірттійокі ( «ГІФ Сундсвалль»), Лео Вяйсянен (РоПС)

Півзахисники: Лаурі Ала-Мюллюмякі («Ільвес»), Себастіан Дальстрем (ГІК), Іїро Ярвінен («Ільвес»), Каан Кайрінен ( «Мідтьюлланн»), Мікко Кунінгас («Лахті»), Ілмарі Нісканен (КуПС), Обед Малоло (СІК), Анселмі Нурмела (РоПС), Йоонас Вахтера («Ваасан Паллосеура»)

Нападники: Еліас Ахде (СІК), Сантері Хостікка («Лахті»), Бенджамін Кяльман («Інтер» (Турку), Расмус Кар'ялайнен («ПС Кемі»)

Головний тренер: Томмі Каутонен

### Словенія[6]
Воротарі: Лука Янжекович («Алюміній»), Рок Водішек («Олімпія»)

Захисники: Матиц Пальк («Копер»), Ожбей Кухар («Триглав»), Лука Баджим («Анкаран»), Тімотей Мате («Анкаран»), Ерік Гліха («Анкаран»), Гал Прімк («Радомлє»)

Півзахисники: Жан Жужек («Домжале»), Ян Репас («Домжале»), Янез Піжек («Цельє»), Деян Вокич («Марибор»), Ян Хумар («Горіца»), Давид Ковачич («Кршко»), Амадей Брецль («Цельє»), Давид Тиянич («Олімпія»), Матиц Врбанець («Алюміній»)

Нападники: Ален Ожболт («Домжале»), Мартин Крамарич («Марибор»),
Тілен Нагоде, («Горіца»), Блаж Крамер («Алюміній»)

Головний тренер: Прімож Гліха